# 卡爾迪納爾山

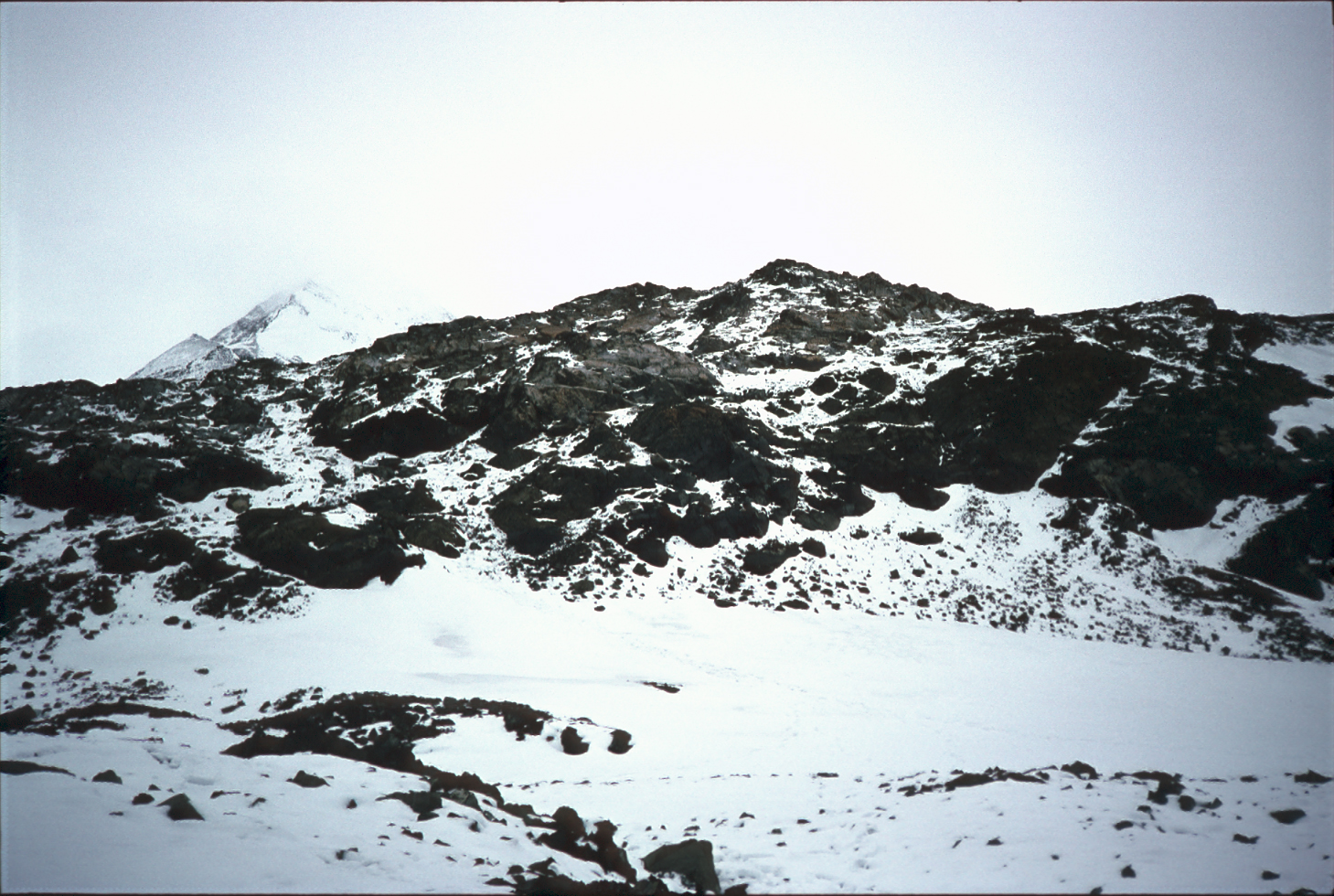

卡爾迪納爾山（英語：Mount Cardinall）是南極洲的山峰，位於葛拉漢地的特里尼蒂半島，海拔高度675米，由瑞典探險隊發現，現時由南極條約體系管理。
63°27′S 57°10′W / 63.450°S 57.167°W